# Limiganti

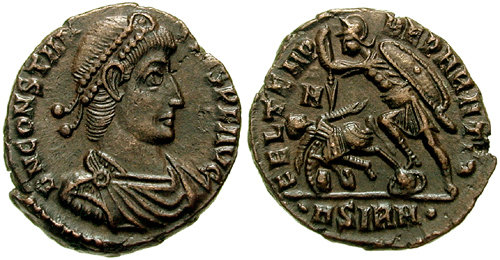
Moneta dell'imperatore Costanzo II; al rovescio un soldato romano colpisce un cavaliere nemico a terra, talvolta identificato con un Limigante

Limiganti (in latino Limigantes) è il nome di una popolazione che viveva presso il fiume Tibisco, nel Banato, nel IV secolo. Sono attestati dallo storico romano Ammiano Marcellino (390 circa) in associazione ai Sarmati. Ammiano Marcellino descrisse i Limiganti come «Sarmatae servi» («schiavi/servi dei Sarmati»), in contrapposizione agli Agaraganti, detti «Sarmatae liberi» («Sarmati liberi»). Non è chiaro se i Limiganti fossero semplicemente una sottoclasse dei Sarmati etnici o un popolo soggetto non sarmato.

## Storia
Nel 332, i Sarmati del Banato chiesero aiuto all'imperatore romano Costantino I contro i Goti Tervingi. Questi Sarmati avevano armato i loro «schiavi» per far fronte alla situazione; secondo le fonti contemporanee c'erano due categorie di Sarmati: i «padroni» – gli Agaraganti, e gli «schiavi» o «servi» – i Limiganti. Nel 334 scoppiò un conflitto interno tra gli Agaraganti e i Limiganti; dopo lo scontro con i Goti Tervingi, infatti, i Limiganti si erano ribellati, avevano sconfitto ed espulso gli Arcaraganti, che successivamente si stabilirono nella zona dei Victufali, a sud del Danubio, diventando loro vassalli.
Nel 357 l'imperatore romano Costanzo II affrontò una grande concentrazione di Limiganti, che si erano ribellati con successo contro i loro signori Iazigi e poi avevano invaso il territorio romano sulla riva sud del Danubio. I barbari entrarono nell'Impero vicino alla confluenza dei fiumi Danubio e Tibisco, invadendo la provincia della Moesia Superior (all'incirca la moderna Serbia). L'esercito romano, guidato dall'imperatore Costanzo, attraversò il Danubio in prossimità del forte romano di Contra Acinco e con velocità fulminea, chiuse le schiere dei Limiganti fra quelle romane. I barbari, ormai in difficoltà, individuato l'imperatore su un'altura, decisero di attaccare la postazione imperiale con l'obbiettivo di mettere in fuga l'intera armata romana, ma l'ira dei legionari con impeto violento ruppe il fronte barbaro facendone grande strage. Contemporaneamente i fanti romani sulla destra dello schieramento, ebbero la meglio su quelli sarmati, mentre la cavalleria romana inseguiva, sulla sinistra, quella barbara. Lo scontro si risolse in un'autentica carneficina ed una successiva distruzione dei vicini villaggi barbari fino al tramonto. La campagna proseguì nel territorio dei Limignati, prima nel territorio degli Amicenses e poi dei Picenses, anche grazie all'aiuto dei Taifali e dei sarmati liberi, fino alla vittoria romana finale, con la sottomissione completa delle genti barbare.
Nel 358, i Limiganti infransero i termini del loro trattato con Costanzo e razziarono al di fuori del territorio loro assegnato l'anno precedente.